# Asterorhombus osculus
 Asterorhombus osculus és un peix teleosti de la família dels bòtids i de l'ordre dels pleuronectiformes.

## Morfologia
Pot arribar als 10,3 cm de llargària total.

## Distribució geogràfica
Es troba a les costes d'Austràlia Occidental.